# Robert Heinecken
Robert Heinecken (* 29. Dezember 1931 in Denver, Colorado; † 19. Mai 2006 in Albuquerque, New Mexico) war ein US-amerikanischer Künstler und Fotograf.

## Leben und Werk
Robert Heinecken wuchs als Sohn eines lutheranischen Priesters in Riverside, Kalifornien auf. Nach seinem Schulabschluss begann er 1951 ein Studium an der University of California, Los Angeles, welches er mit Beginn seines Militärdienstes 1954 bei der United States Navy unterbrechen musste. Er begann als Kampfpilot und beendete 1957 seine Militärlaufbahn als Offizier im Rang eines Captain beim United States Marine Corps, wobei er selbst noch bis 1966 der United States Marine Corps Reserve erhalten blieb. Anschließend erwarb er seinen Bachelor und Master in Druck und Fotografie an der UCLA. 1962 gründete er dort das Fotografieprogramm und blieb diesem bis 1990 als Hochschullehrer erhalten, wobei er auch vereinzelt an der VSchool of the Art Institute of Chicago unterrichtete. Er unterrichtete unter anderem John Divola, Judith Golden, Jo Ann Callis, Patrick Nagatani und Leonard Nimoy.
Am 19. Mai 2006 verstarb Heinecken in einem Pflegeheim in Albuquerque. Er hatte bereits seit 1994 an der Alzheimer-Krankheit gelitten und war mit seiner zweiten Ehefrau Joyce Neimanas 2004 nach New Mexico gezogen.

## Ausstellungen
- 1990: "Amnésie médiatique : l'oeuvre de Robert Heinecken, 1966-2000", Rencontres de la photographie, Arles
- 2007: "Robert Heinecken", Chicago Museum of Contemporary Photography
- 2011: "Speaking in Tongues : The Art of Wallace Berman and Robert Heinecken", Armory Center for the Arts[3][4]
- 2011: "Let the experiment begin: Photographic Process in Los Angeles, 1960–1980", Los Angeles County Museum[5]
- 2012: "Figure and form in contemporary photography", Los Angeles County Museum[6]
- 2014: "Robert Heinecken: Object Matter," Museum of Modern Art, New York[7]